# 1940年の航空
< 1940年
1939年の航空 - 1940年の航空 - 1941年の航空

## 航空に関する出来事

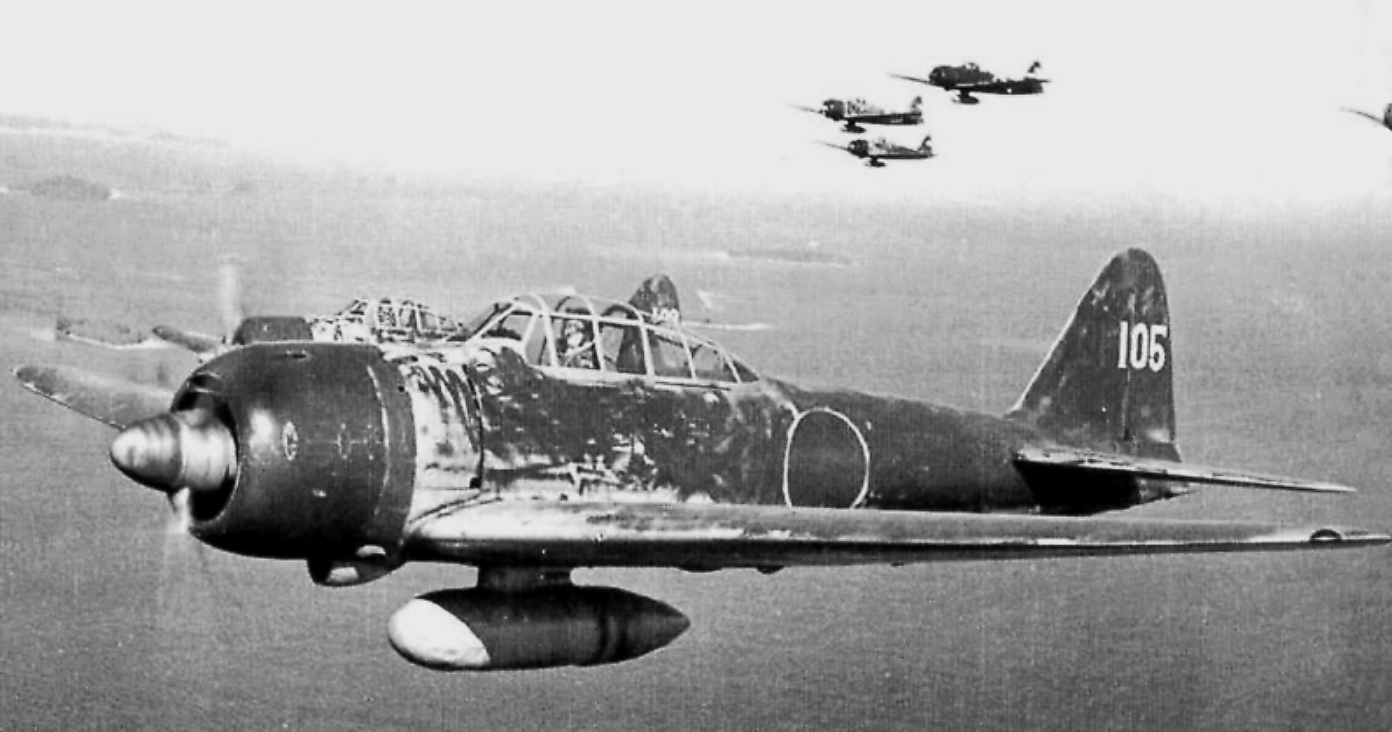
零式艦上戦闘機

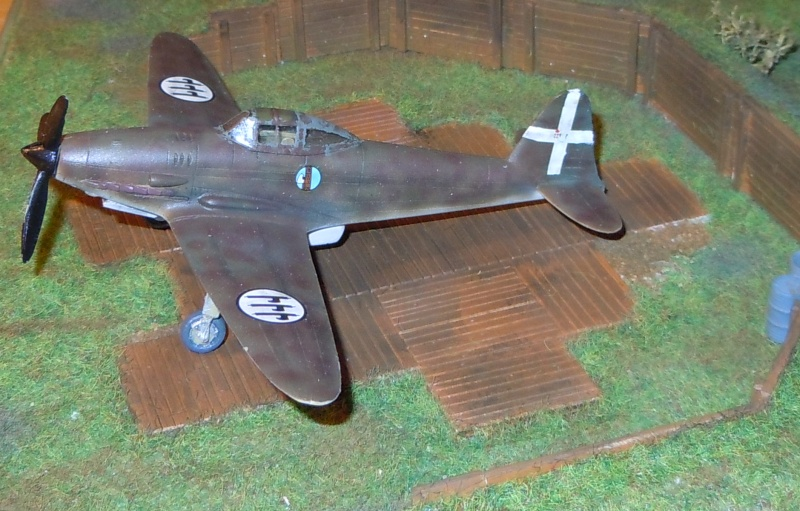
カプロニ・ヴィッツォーラ F.4（模型）

- 1940年 - 三菱重工の零式艦上戦闘機（零戦、いわゆるゼロ戦）が日本海軍に制式採用された。
- 1月13日 - ソビエト連邦の戦闘機、Yak-1の原型機が初飛行した。
- 2月5日 - 大日本航空の旅客機「阿蘇号」（ダグラス DC-2）は、那覇から台北に向かう途中、エンジンがトラブルで魚釣島への不時着した。乗員乗客13人は2月7日に全員救助された。（「大日本航空阿蘇号不時着事故」）
- 2月24日 - イギリスの戦闘爆撃機、ホーカー タイフーンが初飛行した。
- 3月30日 - ソビエト連邦の戦闘機、LaGG-1が初飛行した。
- 4月5日 - ソビエト連邦の戦闘機、MiG-1が初飛行した。
- 4月26日 - ニュージーランドの国営航空会社、タスマン・エンパイア・エアウェイズ・リミテッド（TEAL、後のニュージーランド航空）が設立された。
- 5月13日 - イゴール・シコルスキーの設計したヘリコプター、シコルスキー VS-300が初飛行した。
- 5月29日 - アメリカの戦闘機、F4Uコルセアが初飛行した。
- 6月14日 - アエロ・オイ（後のフィンランド航空）のJu 52/3mgeがフィンランド湾上でソビエト機により撃墜され9人が死亡した。
- 7月 - イタリアの戦闘機の試作機カプロニ・ヴィッツォーラ F.4が初飛行。
- 7月7日 - スペインの航空会社、イベリア航空が国有化された。
- 7月8日 - トランスワールド航空が、ニューヨークとロサンゼルスの間に最初に与圧された旅客機ボーイング307の運行を始めた。
- 7月10日 - ドイツ空軍のドーバー海峡上の船団に対する空襲が開始され、バトル・オブ・ブリテンが始まった。
- 8月 - ドイツ滑空機研究所のアレクサンダー・リピッシュが製作した無尾翼モーターグライダー機DFS 39に、ロケットエンジンを搭載されたDFS 194が飛行した。これは後にメッサーシュミット Me163となった。
- 8月19日 - アメリカの爆撃機、ノースアメリカン B-25 ミッチェルが初飛行した。
- 8月27日 - 初飛行したモータージェット推進のイタリアの実験機、カプロニ・カンピニ N.1が初飛行した。
- 10月12日 - ソビエト連邦のシュトゥルモヴィーク、Il-2 が初飛行した。
- 10月26日 - アメリカの戦闘機、P-51 ムスタングの原型機 NA-73が初飛行した。
- 11月11日〜12日 - イギリス海軍の空母艦載機によるイタリアのタラント（ターラント）軍港に対する攻撃で、イタリア海軍は戦艦3隻が大損害を受けた。（タラント空襲）
- 11月25日 - イギリスの高速爆撃機、デ・ハヴィランド DH.98モスキートの原型機が初飛行した。
- 11月25日 - アメリカの爆撃機、マーチン B-26 マローダーが初飛行した。
- 12月 - 日本の急降下爆撃機、彗星が初飛行した。
- 12月18日 - アメリカの急降下爆撃機のカーチス SB2C ヘルダイバーが初飛行した。

## 1940年に初飛行した機体の画像

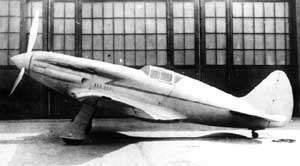
MiG-1 （4月5日）
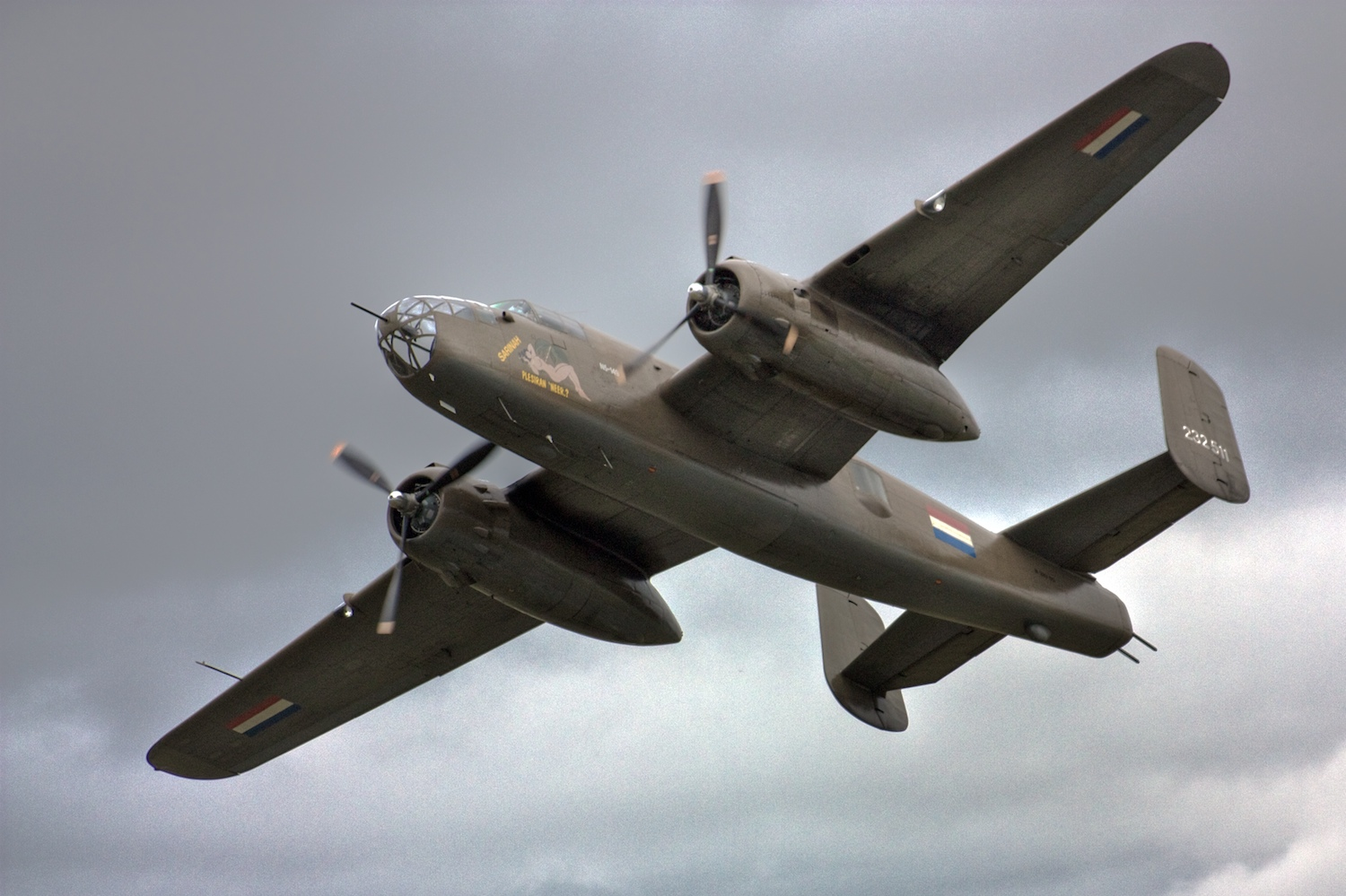
ノースアメリカンB-25 （8月19日）
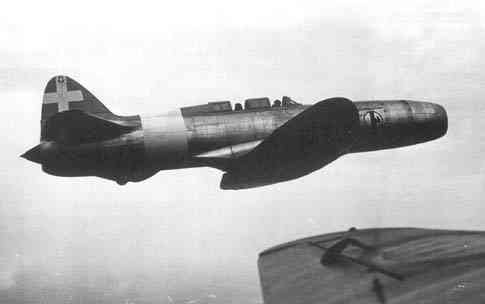
カプロニ・カンピニ N.1 （8月27日）
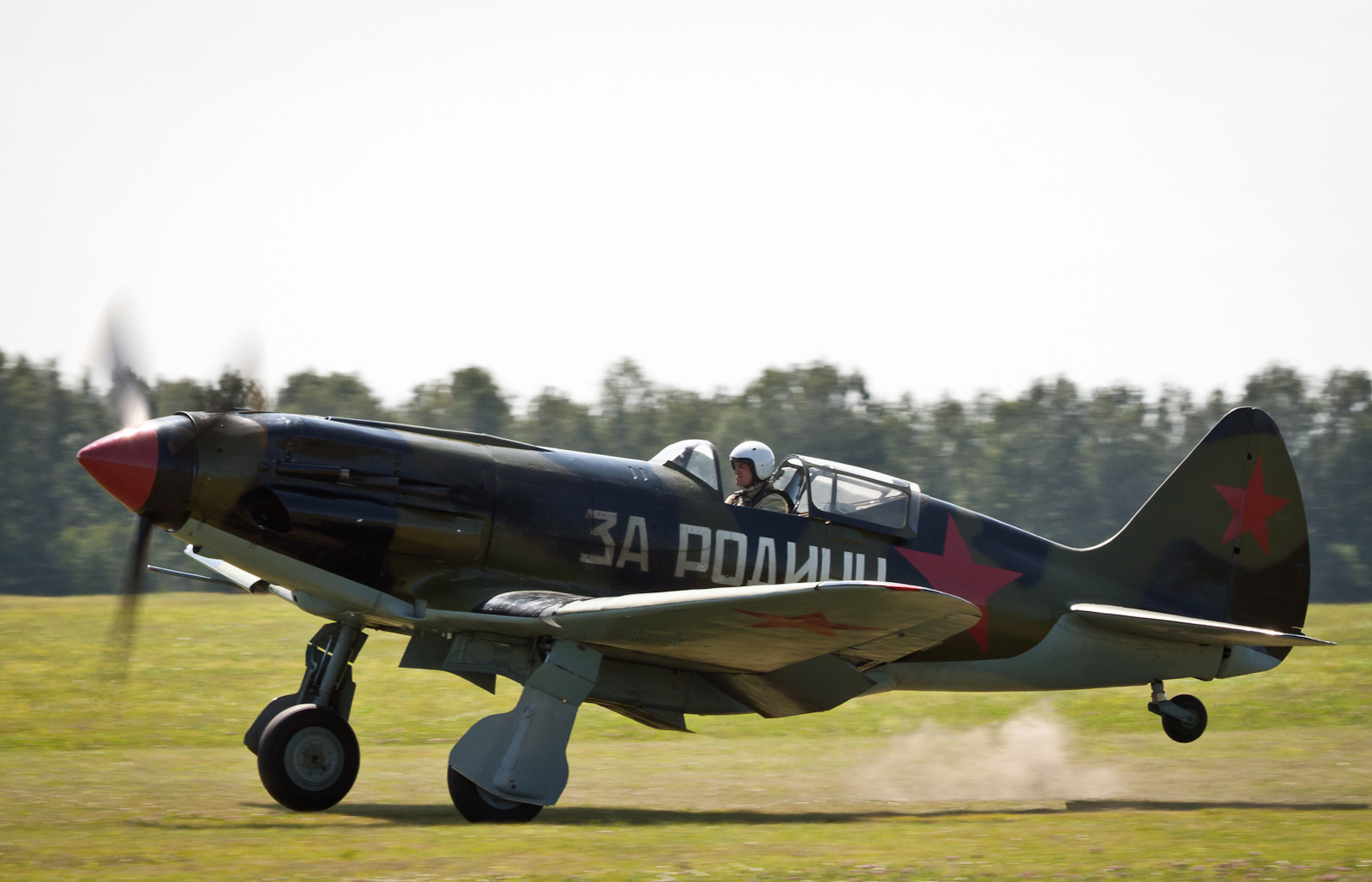
MiG-3 （11月20日）
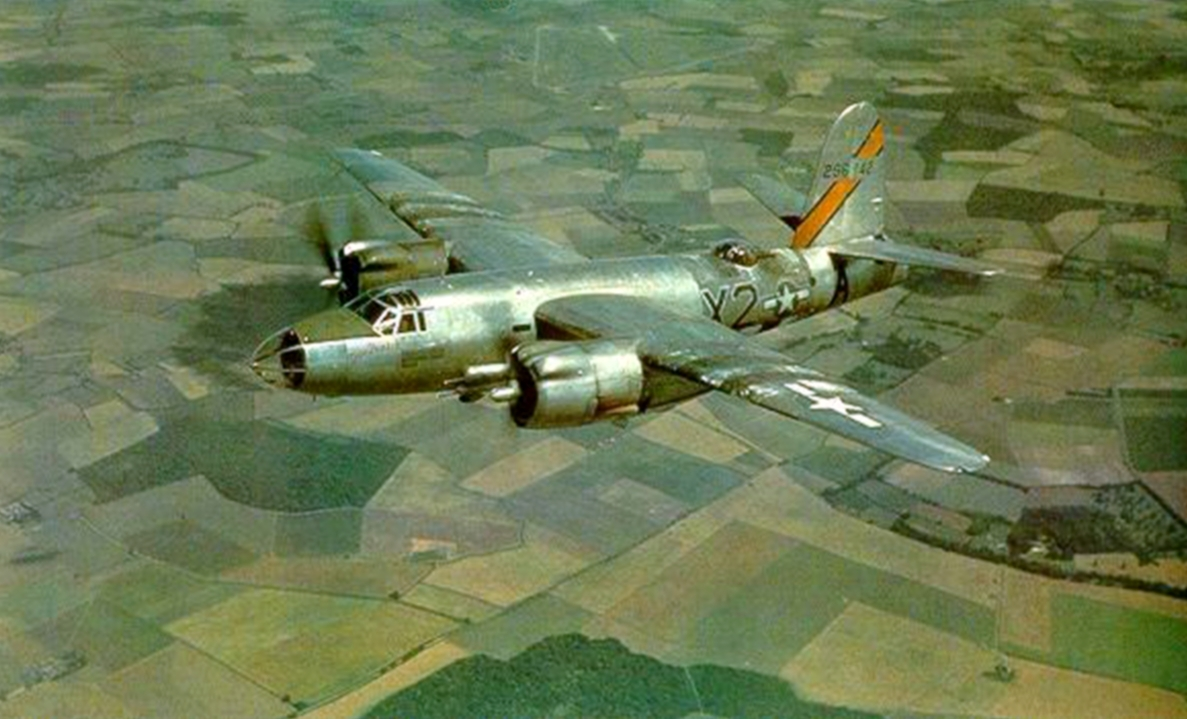
マーチンB-26 （11月25日）